# Акбулацький сільський округ (Турара Рискулова район)
Акбула́цький сільський округ (каз. Ақбұлақ ауылдық округі, рос. Акбулакский сельский округ) — адміністративна одиниця у складі району Турара Рискулова Жамбильської області Казахстану. Адміністративний центр — село імені Рахіма Сабденова.
Населення — 3385 осіб (2021; 3553 у 2009, 3909 у 1999, 6114 у 1989).
Станом на 1989 рік існували Кизилшарвинська сільська рада (села Кизилшарва, селище Роз'їзд 98) та Ленінська сільська рада (села 40 літ Побєди, Леніна). 1997 року до складу Ленінського сільського округу приєднано ліквідовані Корагатинський сільський округ та Кизилшаруанську сільську адміністрацію, однак 2001 року Корагатинський сільський округ був відновлений. 2011 року Ленінський сільський округ отримав сучасну назву. Село Роз'їзд 98 було ліквідовано 2019 року.

## Склад
До складу округу входять такі населені пункти:
| Населений пункт                | Старі назви   | Населення, осіб (1989) | Населення, осіб (1999) | Населення, осіб (2009) | Населення, осіб (2021) |
| ------------------------------ | ------------- | ---------------------- | ---------------------- | ---------------------- | ---------------------- |
| Байтелі, село                  | 40 літ Побєди | 577                    | 599                    | 695                    | 274                    |
| імені Рахіма Сабденова, село   | Леніна        | 1578                   | 1406                   | 1535                   | 1623                   |
| --Роз'їзд 98, станційне селище | -             | 126                    | 97                     | 88                     | 28                     |
| Кизилшаруа, село               | Кизилшарва    | 1837                   | 1807                   | 1235                   | 1460                   |